# Michael O'Pake
Michael O'Pake  (2 de fevereiro de 1940 - 27 de dezembro de 2010) foi um político norte-americano filiado ao Partido Democrata, membro do Senado Estadual da Pensilvânia.